# Instituto Español de Emigración
El Instituto Español de Emigración (IEE) fue una institución española encargada de la dirección de la política emigratoria entre 1956 y 1991.

## Historia

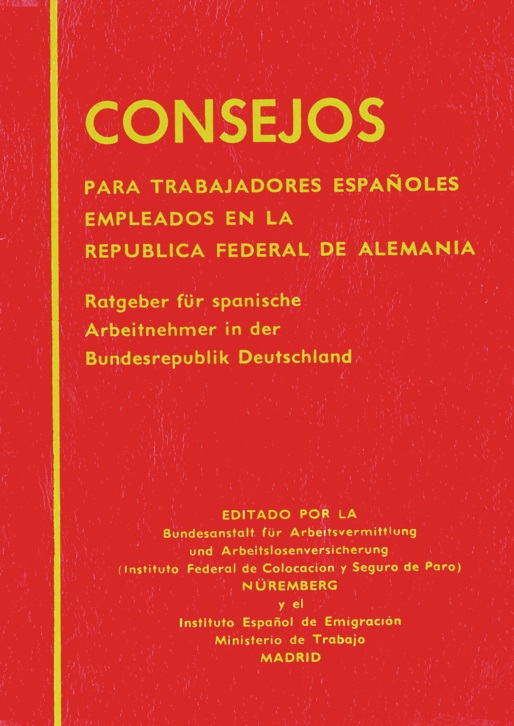
Consejos para trabajadores españoles empleados en la República Federal de Alemania. Instituto Español de Emigración

Creado por Ley de 17 de julio de 1956, durante la dictadura de Francisco Franco, fue adscrito inicialmente por Luis Carrero Blanco a su propio departamento, la Subsecretaría de la Presidencia, en contra de la postura de los sectores de tendencia falangista. Se puso como propósito planificar la salida de españoles, la llamada «válvula de escape», para solventar las contingencias en el mercado laboral. Tuvo como herramienta para la regulación de los flujos migratorios la creación de un registro central de emigración. Varias competencias relativas a la emigración se mantuvieron sin embargo controladas por otros departamentos como el Ministerio de Asuntos Exteriores, el Ministerio de Educación y la Organización Sindical. En 1958 pasó a depender del Ministerio de Trabajo, pero manteniendo su carácter autónomo.
Ya en 1985 el organismo fue incorporado al Ministerio de Trabajo como una dirección general, perdiendo su autonomía. Finalmente, desapareció en 1991, pasando sus funciones a la Dirección General de Migraciones.
Albergó su sede en el paseo del Pintor Rosales de Madrid.

## Publicaciones
El organismo editó la publicación periódica Carta de España.
Entre 1976 y 1977 estuvo a cargo del semanario 7 Fechas, que contaba con una edición para Alemania.